# Whole Lotta Love
〈Whole Lotta Love〉는 영국의 하드 록 밴드인 레드 제플린의 곡이다. 이 곡은 이 밴드의 두 번째 음반인 《Led Zeppelin II》의 첫 곡으로, 다른 레드 제플린 곡들과 마찬가지로 미국, 유럽, 일본에서 싱글곡으로 발매되었다. 미국에서 발매된 싱글 음반은 1970년 4월 13일 공인된 골드로 100만장이 팔렸다. 그 곡은 독일에서 1위에 올랐고 네덜란드에서 4위에 올랐다. 이 곡의 일부는 1962년 머디 워터스가 녹음한 윌리 딕슨의 〈You Need Love〉에서 발췌되었는데, 원래는 딕슨에게 신원이 되지 않은 것이 1985년 소송이었다.
2004년에 이 노래는 《롤링 스톤》 잡지의 역사상 가장 위대한 노래 500곡 중 75위에 올랐으며, 2005년 3월에 《Q》 잡지는 〈Whole Lotta Love〉를 가장 위대한 100곡 중 3위에 올렸다. 그 곡은 《롤링 스톤》이 선정한 비슷한 목록에 11개 있었다. 2009년에 그 곡은 VH1에 의해 역대 세 번째로 위대한 하드 록 노래로 선정되었다. 2014년 BBC 라디오 2 청취자들은 역대 최고의 기타 리프를 포함하고 있는 〈Whole Lotta Love〉를 투표했다.